# Rangpur
Rangpur (bengáli: রংপুর) Banglades ÉNy-i részén, az azonos nevű körzet székhelye. Kb. 10 km-re északra folyik el mellette a Tíszta, a Brahmaputra egyik mellékfolyója.
Lakossága 300 ezer fő volt 2011-ben.
Kereskedelmi, közigazgatási, ipari központ.

## Látnivalók
- Tadzshat palota
- Városháza
- Kellaband-mecset
- Állatkert
- Pirgacha Landlord House

## Sport
Ahogy egész Bangladesben, Rangpurban is igen népszerű a krikett. Itt található a bangladesi Húsz20-as krikettbajnokság, a Bangladesh Premier League egyik csapatának, a Rangpur Ridersnek a székhelye.

## Fordítás
Ez a szócikk részben vagy egészben  a   Rangpur City című angol Wikipédia-szócikk fordításán alapul.  Az eredeti cikk szerkesztőit annak laptörténete sorolja fel. Ez a jelzés csupán a megfogalmazás eredetét és a szerzői jogokat jelzi, nem szolgál a cikkben szereplő információk forrásmegjelöléseként.